# 未来への教室
『未来への教室』（みらいへのきょうしつ）は、2000年4月1日から2003年3月29日までNHK教育テレビで放送された教養番組。放送時間は毎週土曜日 20:00 - 20:45 （日本標準時）。

## 概要
世界の一流の人物が、次世代を担う子どもたちに生涯一度の特別授業を行う模様を放送した

## 放送リスト

### レギュラー放送
| 初回放送日               | 講師                           | 講師の声       | ナレーター |
| ------------------------ | ------------------------------ | -------------- | ---------- |
| 2000年4月1日・4月8日     | ジェーン・グドール             | 奈良岡朋子     | 徳田章     |
| 2000年4月15日・4月22日   | 董枝明                         | 小倉久寛       | 黒田あゆみ |
| 2000年4月29日・5月6日    | ウラディーミル・アシュケナージ | 愛川欽也       | 山根基世   |
| 2000年6月3日・6月10日    | インゲマル・ステンマルク       | 渡辺篤史       | 石井かおる |
| 2000年6月17日・6月24日   | フランク・ドレイク             | 石立鉄男       | 広瀬修子   |
| 2000年9月2日・9月9日     | ウォーレ・ショインカ           |                | 森田美由紀 |
| 2000年9月16日・9月23日   | トール・ヘイエルダール         |                | 黒田あゆみ |
| 2000年9月30日・10月7日   | ベルナール・ロワゾー           | 前田吟         | 広瀬修子   |
| 2000年10月14日・10月21日 | エリック・カール               |                | 柴田祐規子 |
| 2000年10月28日・11月4日  | ロドニー・フォックス           | 石田太郎       | 山田敦子   |
| 2000年11月11日・11月18日 | リゴベルタ・メンチュウ         |                | 羽塚由     |
| 2000年11月26日           | ワリス・ディリー               | 浅野温子       | 石澤典夫   |
| 2001年2月17日・2月24日   | ホルヘ・カンポス               | 山寺宏一       | 中川緑     |
| 2001年4月7日・4月14日    | カール・ルイス                 | 中井貴一       | 有働由美子 |
| 2001年4月21日・4月28日   | ムハマド・ユヌス               | 江守徹         | 石井かおる |
| 2001年5月5日・5月12日    | ヘンリー・ランドワース         | 柳生博         | 山田敦子   |
| 2001年5月19日            | ローラ・ボー                   | 松坂慶子       | 加藤成史   |
| 2001年5月26日・6月2日    | マイケル・ランツ               | 佐々木功       | 中川緑     |
| 2001年6月9日             | ジェームズ・タレル             | 油井昌由樹     | 黒田あゆみ |
| 2001年6月23日・6月30日   | オリア・ダグラス・ハミルトン   | 木の実ナナ     | 加藤成史   |
| 2001年9月1日・9月8日     | 譚盾                           | 西村雅彦       | 中條誠子   |
| 2001年9月15日・9月22日   | ティオ・コルボーン             | 原知佐子       | 徳田章     |
| 2001年9月29日・10月6日   | マンダウィ・ユヌピング         | 銀河万丈       | 杉浦圭子   |
| 2001年10月13日・10月20日 | セルゲイ・ブブカ               | 平田満         | 広瀬修子   |
| 2001年10月27日・11月3日  | ラインホルト・メスナー         | 青野武         | 上田早苗   |
| 2001年11月10日・11月24日 | ミーシャ・マイスキー           | 風間杜夫       | 山田敦子   |
| 2002年2月2日・2月9日     | ギリアン・プランス             | 米倉斉加年     | 武内陶子   |
| 2002年2月16日            | イ・ヨンヒ                     | 夏木マリ       | 徳田章     |
| 2002年4月6日             | アラン・ケイ                   | 梅津秀行       | 膳場貴子   |
| 2002年4月13日            | クリストとジャンヌ＝クロード   | 青野武北浜晴子 | 山根基世   |
| 2002年4月20日            | ドナルド・スワンソン           | 樋浦勉         | 柴田祐規子 |
| 2002年4月27日・5月4日    | ディック・ブルーナ             | 家弓家正       | 武内陶子   |
| 2002年5月11日            | ヒーラット・ヴァーメイ         | 池水通洋       | 広瀬修子   |
| 2002年5月18日            | マルセル・マルソー             | 糸博           | 伊東敏恵   |
| 2002年5月25日            | ラグー・ライ                   | 柴田秀勝       | 広瀬修子   |
| 2002年6月1日             | トール・ヘイエルダール         | 藤村俊二       | 黒田あゆみ |
| 2002年8月24日            | チョン・ミョンフン             | 田中和実       | 黒田あゆみ |
| 2002年8月31日            | カルロス・ゴーン               | 川久保潔       | 伊東敏恵   |
| 2002年9月7日             | ジェームズ・ラブロック         | 青野武         | 上田早苗   |
| 2002年9月14日            | アレクサンドル・カレリン       | 中村秀利       | 有働由美子 |
| 2003年1月4日             | ジョン・フォード               | 掛川裕彦       | 武内陶子   |
| 2003年2月22日            | ジェームズ・ダイソン           | 堀勝之祐       | 杉浦圭子   |
| 2003年3月1日             | ユン・ムブ                     | 島田敏         | 膳場貴子   |
| 2003年3月22日            | ダドリー・ハーシュバック       | 天尾嘉宏       | 兵藤ゆき   |

### スペシャル
今まで特別授業をした講師がNHKホール（2代目）に小学校の児童と中学校・高校の生徒たちを集めて行った特別授業のスペシャル版である。
| 放送日         | サブタイトル         | 司会     | 司会       | 講師                 | 講師                 | ナレーター |
| -------------- | -------------------- | -------- | ---------- | -------------------- | -------------------- | ---------- |
| 2000年11月26日 | 夢と未知の世界へ     | 松尾貴史 | 有働由美子 | 坂本龍一             | フランク・ドレイク   | 森田美由紀 |
| 2000年11月26日 | 夢と未知の世界へ     | 松尾貴史 | 有働由美子 | クリス・ムーン       | シェーク・ディアラ   | 森田美由紀 |
| 2001年11月18日 | 自然からのメッセージ | 山寺宏一 | 宮崎美子   | 董枝明               | ロドニー・フォックス | 柴田祐規子 |
| 2001年11月18日 | 人間からのメッセージ | 山寺宏一 | 緒川たまき | ミーシャ・マイスキー | ジェームズ・タレル   | 柴田祐規子 |